# Toyota Center
El Toyota Center és el nom amb què es coneix el pavelló de Houston, Texas. Els Houston Rockets de l'NBA, els Houston Comets de la WNBA i els Houston Aeros de l'AHL hi juguen de local. Construït el 2002, té una capacitat de 18.300 seients per al bàsquet, 17.800 per a l'hoquei i 19.000 per a concerts.

## Esdeveniments
El primer esdeveniment després de la cerimònia d'obertura fou un concert de Fleetwood Mac el 6 d'octubre de 2003. El primer partit dels Rockets al Toyota Center fou contra els Denver Nuggets el 30 d'octubre de 2003.

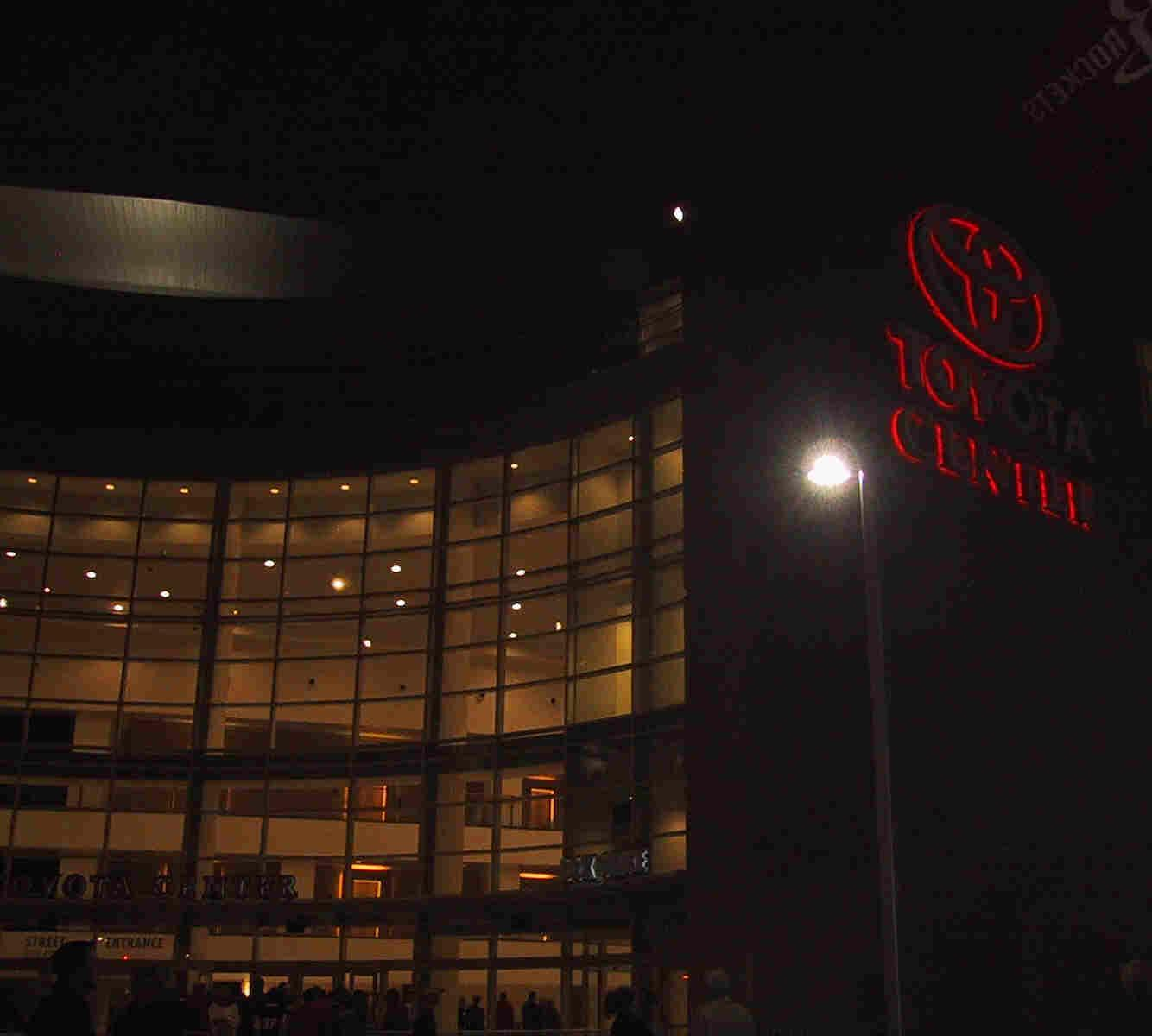
Exterior del Toyota Center de nit
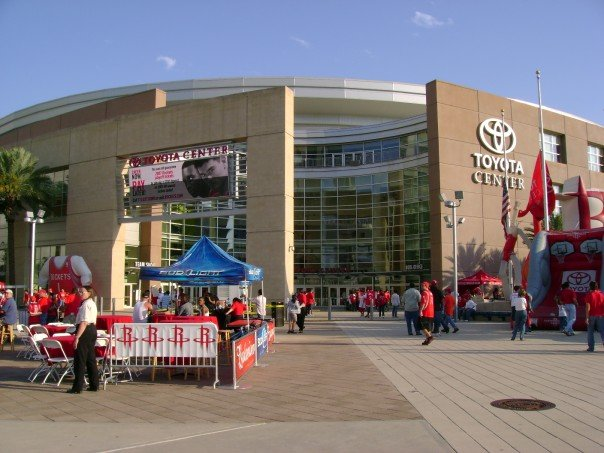
Entrada principal del Toyota Center abans d'un partit dels Rockets